# Bedsitter images (single)
Bedsitter images is een single van Al Stewart. Het is afkomstig van zijn debuutalbum Bedsitter images. Bedside images is een weergave van de wereld die Al Stewart vanuit zijn flat in Earls Court aan hem voorbij zag trekken. Swiss cottage manoeuvres is een verslag van een vakantiereisje met een vriendinnetje.
De single kende weinig succes; het zou drie jaar duren voordat er weer een single van Stewart verscheen.